# 锈叶新木姜
锈叶新木姜（学名：Neolitsea cambodiana var. cambodiana）为樟科新木姜子属下的一个变种。